# Падіння бунтівних янголів (Брейгель Старший)
«Падіння бунтівних янголів» (оригінальна назва згідно з каталогом Інституту історії мистецтв Нідерландів — «Архангел Михаїл вбиває апокаліптичного дракона») (нід. De aartsengel Michaël doodt de apocalyptische draak) — картина фламандського художника Пітера Брейгеля Старшого, створена в 1562 році. За основу взятий сюжет із Біблії про відвернення значної частини янголів на чолі зі Сатаною від Бога та добра загалом, описаний у книзі Об'явлення Івана Богослова (12:7 — 12:10-12).
Картина «Падіння бунтівних янголів» зберігається в бельгійському музеї старих майстрів (Королівські музеї витончених мистецтв) під інвентарним номером — Inv. 584. Їй відведено окрему кімнату, де разом з нею виставлені «Падіння Ікара» та «Зимовий пейзаж з ковзанярами та пасткою для птахів». Попри популярність, вона майже не надається для участі у закордонних виставках. Це зумовлено тим, що картина виконана на дерев'яній дошці, якій понад 450 років, а тому перебуває в досить крихкому стані та потребує спеціального догляду.
На відміну від «Божевільної Грети» та «Тріумфу смерті», ця картина не була надана віденському музею історії мистецтв для участі у виставці, присвяченій 450-річчю з дня смерті Пітера Брейгеля Старшого, саме через стан дошки, на якій вона виконана.
Разом з «Тріумф смерті» та «Божевільна Грета» «Падінням бунтівних янголів» складає серію картин під назвою «Трилогія пошуку Бога», яка стосується теми пороків, шляхів спасіння і комплексу невидимої присутності чи відсутності Бога.

## Історія
Створенню картини передував період тривалих подорожей та переїздів художника. Після відвідин Італії та знайомства з творчістю місцевих колег Брейгель у 1554 році повернувся до Антверпена, де жив та працював. З часом він перебрався на деякий період до Амстердама, а вже потім остаточно переселився до Брюсселя.
Ця праця разом з двома іншими «Божевільна Грета» та «Тріумф смерті» була написана під впливом від творчості Ієроніма Босха, а саме його картини — «Сім смертних гріхів». За серію гравюр «Сім смертних гріхів», що була створена в період з 1556 по 1558 рік, Брейгель Старший отримав прізвище «Другий Ієронім». Саме цю серію гравюр вважають праосновою для створення циклу «Трилогія пошуку Бога», яка містить вищезгадані картини.
Наразі відсутні відомості, хто був замовником картини і володів нею впродовж першого часу після написання. Певно відомо, що вона потрапила до фондів Королівських музеїв витончених мистецтв у 1846 році, коли була куплена в останнього відомого власника — купця Фелікса (Félix Stappaerts). За відсутності підпису картина спочатку вважалася роботою Пітера Брейгеля Молодшого, а потім навіть Ієроніма Босха. Дійсний автор став відомий лише в 1898 році, коли під рамкою було знайдено підпис Пітера Брейгеля Старшого — «MDLXII / Brvegel».

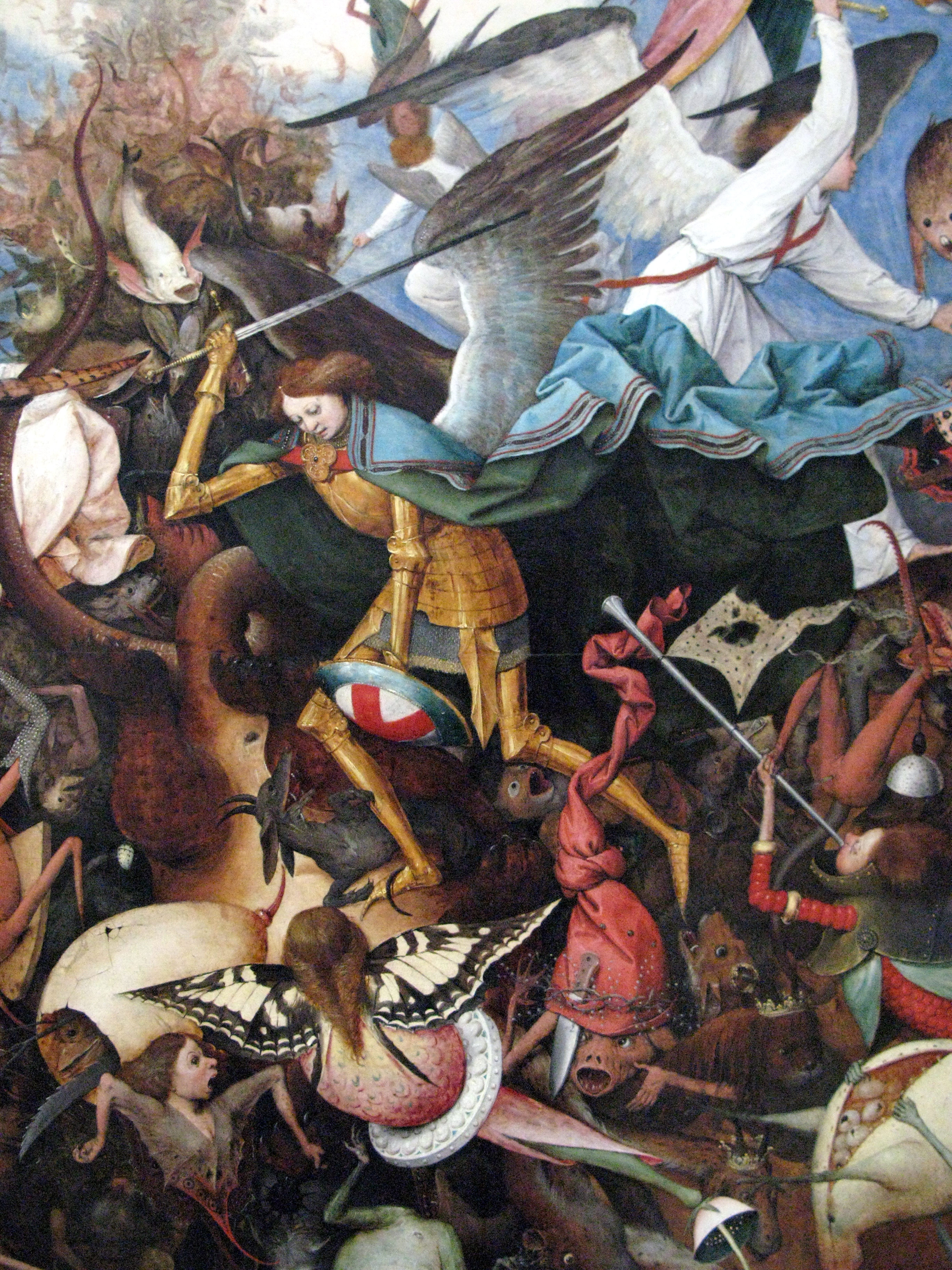
Архангел Михаїл (фрагмент картини)

Випускниця Принстонського університету, доктор філософії та дослідниця творчості Брейгеля Старшого Тіне Лук Меганк (англ. Tine Luk Meganck) вважає його безсумнівним автором шедевру. Упродовж п'яти років вона виключно займалася аналізом картини. У своїх висновках, які зайняли цілу книгу під назвою «Pieter Bruegel the Elder's Fall of the Rebel Angels: Art, Knowledge and Politics on the Eve of the Dutch Revolt» вона звернула увагу на ось яку деталь. Попри те, що Брейгель Старший безсумнівно наслідував у своїх роботах Босха, картина «Падіння бунтівних янголів» не може належати останньому, бо на ній зображено оголеного чоловіка в головному уборі з пір'я, а також тварин і риб, що були невідомими на європейському континенті. Останні, а також вищезгадана манера одягу стала відомою значно пізніше, лише після відкриття Нового Світу, а на той час Босх уже помер.
Доктор мистецтвознавства та головний куратор Королівського музею витончених мистецтв в Антверпені Вальтер Ванбеселаре в 1944 році висловив припущення, що картина є частиною трилогії, поряд з «Божевільною Гретою» та «Тріумфом смерті». У 2011 році його дослідження підтримала та значно розвинула Анна Павлак (англ. Anna Pawlak), опублікувавши свою дисертацію під назвою «Trilogie der Gottessuche», видавництво Gebr. Mann Verlag. За її переконанням усі три картини дійсно були спочатку створені в одному жанрі та концептуальній ідентичності, а саме трилогії, яка стосується теми пороків, шляхів спасіння і комплексу невидимої присутності чи відсутності Бога. Єдність трьох картин «розкривається лише на рівні, який виникає не тільки з формальних відповідностей, але й передусім у сутності ментального синтезу». Павлак пропонує об'єднати роботи під спільною назвою — «Трилогія пошуку Бога».
У 2018 році Королівські музеї витончених мистецтв разом з Google Cultural Institute реалізували проект, у рамках якого оцифрували всі відомі твори Брейгеля Старшого. Першою картиною стала «Падіння бунтівних янголів» і наразі вона доступна для перегляду на каналі YouTube та на платформі віртуального додатка — Google Cardboard. Безпосередньо в самому музеї розміщені інтерактивні екрани, які за допомогою технології art-meet-tech дозволяють долучитися до творів Брейгеля Старшого у віртуальній реальності.

## Опис
Предметом цього твору мистецтва є біблійна сцена, узята з Об'явлення Івана Богослова (12:7 — 12:10-12), яка часто зображувалася і була досить популярною. Центральною фігурою є архангел Михаїл у золотих обладунках разом з янголами, які женуть бунтівників з небес. Створіння, на якому стоїть архангел, цілком ймовірно є семиголовим драконом, що описаний в Апокаліпсисі (12: 3). Повстанці падають зі світлої верхньої половини картини, що зображає небеса, у темні глибини пекла, представлені нижньою частиною. Ця робота чітко демонструє вплив на Брейгеля Старшого Ієроніма Босха. Останній був відомий своїми роботами на релігійні теми, складними композиціями та зображенням грішних персонажів як гротескних монстрів, багато з яких складають комбінацію людських рис, а також тих, які можна розпізнати у тваринах.
У своїй роботі Брейгель Старший відійшов від популярної традиції зображення самого Бога, а відбувся лише передачею останнього у вигляді сфери, що світиться. Поступово акцент зміщується на архангела Михаїла та оточуючих його ангелів і закінчується вакханалією демонів, яким відведено найбільше простору на картині. На відміну від братів Лімбургів, що зображали бунтівних янголів, як низку істот, що падають донизу, Брейгель Старший передавав останніх, як розсип крилатих зооантропоморфних істот, які стихійно падають у суцільному хаосі. Його янголи мають крила різної конфігурації, а їхні тіла як у метеликів, риб, напівптахів та напівжаб, а також рослин. Ця картина, як і більшість робіт Брейгеля Старшого, виконана досить монохромно, підтекст багатошаровий і складний, а, на приклад, образ архангела Михаїла виконано з елементами готики. У Брейгеля Старшого, на відміну від Босха, який стояв тільки біля витоків об'єднання двох самостійних іконографічно сюжетів, ангели світла і демони розміщуються в одній площині без відстані, яка у попередників відділяла ці два воїнства світла і темряви. У такий спосіб була стерта грань, яка відділяла сторону темряви від світла. Центральною фігурою є архангел Михаїл, а справа від нього, у верхній частині картини чорна істота, оточена мухами і в супроводі гігантської мухи — Вельзевул. В інших місцях на істотах з тілами риб або інших звіроподібних особин можна спостерігати передачу крил не птахів або метеликів, а мух. Незвичним є наділення жінки риб'ячим хвостом, при цьому істота позбавлена рук, але має крила махаона. Інтерес до образу метелика в такому сюжеті цілком зрозумілий, оскільки в міфології саме він вважається або вісником смерті, або згадкою про померлих. Вплив італійської школи живопису на Брейгеля Старшого просліджується в передачі бунтівних янголів. Вони зображувалися з тією ж часткою трагізму та експресії, з якою Мікеланджело Буонарроті представив грішників у пеклі на стелі Сікстинської капели або Тіціан Вічелліо — кару Марсія.
Незалежний вчений, мистецтвознавець та дослідниця творчості Пітера Брейгеля Старшого Маргарет А. Салліван (англ. Margaret A. Sullivan) вказує на такі особливості картини, проводячи паралелі з іншою роботою — «Божевільна Грета». В останній головний персонаж Грета одягнута в шолом. На картині «Падіння бунтівних янголів» деякі з істот також одягнуті в шоломи або корони. Салліван доходить до висновку, що так художник ніби підкреслює силу і владу, сконцентровану в тих персонажах, на яких вони були одягнені.
Пол Рокетт (англ. Paul Rockett) виголошує припущення, що ідею сюжету для своєї картини Брейгель Старший міг почерпнути з полотна «Падіння бунтівних янголів» Франса Флоріса, що було створено 1554 року. Однак, якщо в роботі останнього янголи та інші істоти мають класичний вигляд, як у стародавніх міфах, то у Брейгеля Старшого вони є синтезом людей, потвор, тварин і навіть овочів.

## Критика
Шарль Бодлер, французький поет, літературний критик та перекладач, порівнюючи творчість Франсіско-Хосе де Гої та Пітера Брейгеля Старшого дійшов наступних висновків. Великою заслугою Гойї є те, що на його картинах чудовиська правдоподібні та життєздатні. Однак, чудовиська та потвори у Брейгеля Старшого — більш дивовижні та жахливі. Вони динамічні: у них розквітає життя, вони кричать, корчаться, виють, зіштовхуються. Боротьба диких, мерзенних дияволів з худими, витонченими янголами — ось той різновид конфронтацій до яких часто вдавався Брейгель Старший.